# Mama Sendvič
Mama Sendvič (v anglickém originále Super Franchise Me) je 3. díl 26. řady (celkem 555.) amerického animovaného seriálu Simpsonovi. Scénář napsal Bill Odenkirk a díl režíroval Mark Kirkland. V USA měl premiéru dne 12. října 2014 na stanici Fox Broadcasting Company a v Česku byl poprvé vysílán 1. dubna 2015 na stanici Prima Cool.

## Děj
Ned Flanders a jeho synové se snaží snížit spotřebu elektřiny v domě, ale zjistí, že Homer využívá jejich elektřinu k pohonu ruského kola a mrazáku plného masa. Když Flanders mrazák odveze (protože si ho od něj Homer „vypůjčil“), Marge maso využije k výrobě sendvičů, které se stanou oblíbenými na Springfieldské základní škole, když je tam Bart s Lízou vezmou jako platidlo. 
Trudy Zanglerová ze Sendvičů jako od maminky Marge poradí, aby si u ní otevřela franšízu. Zpočátku se jí nedaří kvůli neschopnému personálu (Marge vyhodí Gila Gundersona, protože dělá dvě práce najednou, a Shaunu Chalmersovou, protože krade peníze z pokladny), ale když rodina převezme restauraci, začne pěkně vydělávat. Obchod však opět vázne, když se naproti přes silnici otevře expresní prodejna se stejnou franšízou, kterou provozuje Cletus a jeho rodina. Marge je v depresi a jde za Vočkem, jenž jí poradí podvod, jak se vyvléknout ze smlouvy s franšízou. Homer se v přestrojení vydá do restaurace, kde si nechá vylít horkou kávu na rozkrok a zasáhne ho hasicí přístroj; Marge pak řekne dosud nesympatické Trudy, že nedostatek zdravotnického výcviku rodiny je porušením její franšízové smlouvy. Aby zabránila rozsáhlému soudnímu sporu, Trudy neochotně vrátí Marge všechny náklady a Marge se raduje, že to pro rodinu dopadlo relativně dobře, protože se dostala do plusu. 
Epizoda končí scénou, v níž jeskynní člověk Homer připravuje vůbec první sendvič z rozemletého lenochodího masa mezi dvěma veverkami, ale pak putuje na smrt do dehtové jámy. V současnosti Homer obdivuje zkamenělý sendvič.

## Kulturní odkazy
Gaučový gag pro tuto epizodu paroduje obal alba Tea for the Tillerman britského hudebníka Cata Stevense z roku 1970, přes který hraje titulní skladba alba.

## Přijetí
Epizodu sledovalo 7,33 milionu diváků. Byl to druhý nejsledovanější pořad na stanici Fox v ten večer, hned po The OT.
Díl získal vesměs pozitivní recenze. The A.V. Club udělil epizodě hodnocení B. Dennis Perkins v recenzi napsal: „Epizoda má jednotný záměr a nechává své postavy dýchat. V dílu, který napsal Bill Odenkirk, Marge otevírá franšízovou sendvičovou restauraci. Žádné hostující hvězdy, žádné zvláštní události, žádný béčkový příběh – epizoda se vyhýbá většině (ne-li všem) nešvarů, které v mnoha epizodách Simpsonových posledních let působí rušivě, a soustředí se na hlavní příběh. Pokud tento příběh není ničím výjimečný, je alespoň prošpikován dostatečným množstvím vtipných drobných charakterových doteků a nenápadných úsměvných momentů, díky nimž se seriál podobá sám sobě ve své nejlepší formě.“.
Stacy Glanzman z TV Fanatic udělil epizodě hodnocení 3 z 5 a označil ji za „dobrý díl“.
Patrick D. Gaertner ze serveru Puzzled Pagan napsal: „Myslím, že tento díl by byl mnohem zajímavější, kdybychom ho neviděli dříve. Ano, mezi tímto dílem a Pokřiveným světem Marge Simpsonové jsou určité rozdíly, ale základy jsou velmi podobné. V obou se Marge víceméně nechá napálit, aby si otevřela franšízu, a zjistí, že nemá talent na soutěžení. Vrhne se do podnikání a nakonec neuspěje, takže Homer má co dělat, aby ji zachránil. A když se na to podíváme přímo, Pokřivený svět Marge Simpsonové je zábavná epizoda, a tahle je prostě tak trochu nudná. Není prostě tak dobrá a působí jen jako bledá napodobenina, která znehodnocuje vše, co dělá tuto epizodu zajímavou.“.
Hollywood Reporter dal nostalgický gaučový gag do kontrastu s futuristickým gagem režírovaným Donem Hertzfeldtem pro díl Šáša na odpis, který byl odvysílán dva týdny předtím.